# Humidicutis
Humidicutis is een geslacht van schimmels behorend tot de familie Hygrophoraceae. De typesoort is Humidicutis marginata.

## Soorten
Het geslacht telt in totaal 22 soorten (peildatum december 2021):
| Soortnaam                   | Auteur(s)                        | Publicatiejaar |
| --------------------------- | -------------------------------- | -------------- |
| Humidicutis arcohastata     | (A.M. Young) A.M. Young          | 2005           |
| Humidicutis auratocephala   | (Ellis) Vizzini & Ercole         | 2012           |
| Humidicutis bagleyi         | (A.M. Young) A.M. Young          | 2005           |
| Humidicutis brunneovinacea  | R. Garibay-Orijel                | 2020           |
| Humidicutis conspicua       | (E. Horak) E. Horak              | 1990           |
| Humidicutis czuica          | (Singer) Singer                  | 1962           |
| Humidicutis dictiocephala   | A. Barili, C.W. Barnes & Ordoñez | 2017           |
| Humidicutis helicoides      | (A.M. Young) A.M. Young          | 2005           |
| Humidicutis lilacinoviridis | (A.M. Young) A.M. Young          | 2005           |
| Humidicutis luteovirens     | (E. Horak) E. Horak              | 1990           |
| Humidicutis marginata       | (Peck) Singer                    | 1959           |
| Humidicutis mavis           | (G. Stev.) A.M. Young            | 2005           |
| Humidicutis multicolor      | (Berk. & Broome) E. Horak        | 1990           |
| Humidicutis peleae          | Desjardin & Hemmes               | 1997           |
| Humidicutis poilena         | Desjardin & Hemmes               | 1997           |
| Humidicutis pura            | (Peck) E. Horak                  | 1990           |
| Humidicutis rosella         | (Speg.) Singer                   | 1969           |
| Humidicutis rosella         | (E. Horak) E. Horak              | 1990           |
| Humidicutis roseovinosa     | S.A. Cantrell & Lodge            | 2008           |
| Humidicutis taekeri         | (A.M. Young) A.M. Young          | 2005           |
| Humidicutis viridimagentea  | A.M. Young & K. Syme             | 2007           |
| Humidicutis woodii          | (A.M. Young) A.M. Young          | 2005           |